# Otto Marcin Nikodým
Otto Marcin Nikodým (Sabolotiw, 13 de agosto de 1887 — Utica (Nova Iorque), 4 de maio de 1974) foi um matemático polonês.
Estudou nas universidades de Lviv, Varsóvia e na Sorbonne. Nikodym lecionou na Universidade Jaguelônica e na Universidade de Varsóvia e na High Polytechnical School de Cracóvia. Foi para os Estados Unidos em 1948, como professor do Kenyon College. Aposentou-se em 1966, estabelecendo-se em Utica (Nova Iorque), onde continuou a pesquisar e morreu em 1974.
Nikodym trabalhou em uma vasta área da matemática, mas seu trabalho inicial mais conhecido é sua contribuição ao desenvolvimento da integral de Lebesgue–Radon–Nikodym (ver teorema de Radon–Nikodym). 

## Obras
- The Mathematical Apparatus for Quantum Theories, based on the Theory of Boolean lattices, Springer Verlag, Grundlehren der mathematischen Wissenschaften 1966
- com János Aczél: Funktionalgleichungen der Theorie der geometrischen Objekte, Monografie matematyczne 39, 1960